# Marschen mot Shkupi

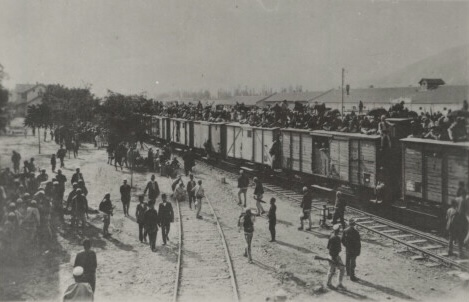
Skopje efter att ha intagits av albanska revolutionärer i augusti 1912, vilka besegrade de osmanska styrkorna som höll staden.

Marschen mot Shkupi, den albanska Marseljäsen, är en kampsång som sjöngs av albanska revolutionärer då staden Skopje i nuvarande Makedonien intogs av dem den 14 augusti 1912.